# Autoridad de seguridad nuclear
La Autoridad de seguridad nuclear ( en francés: Autorité de sûreté nucléaire, sigla ASN ) es un organismo oficial independiente creado por el gobierno de Francia a través de la ley 2006-686 de 13 de junio de 2006 relativa a la transparencia y la seguridad nuclear. De esta forma, en 2006 se sustituyó la anterior Dirección General de Seguridad Nuclear y Protección Radiológica por esta nueva oficina. Su tarea, en nombre del Estado, es regular la seguridad nuclear y la protección contra la radiación con el fin de proteger a los trabajadores, al público en general y al medio ambiente, en particular, de los riesgos que conlleva la actividad nuclear. También contribuye a informar a los ciudadanos. 

## Historia
Entre 2006 y 2012, el primer presidente de la ASN fue André-Claude Lacoste, que con anterioridad había encabezado la Dirección General de Seguridad Nuclear. Lacoste fue también miembro fundador y presidente de la Asociación Internacional de Reguladores Nucleares (INRA) y de la Asociación de Reguladores Nucleares de Europa Occidental (WENRA). También fue presidente de la Commission on Safety Standards (CSS), adscrita al Organismo Internacional de Energía Atómica ( OIEA ).
Entre 2012 y 2018 fue nombrado para presidir la ASN Pierre-Franck Chevet. Desde noviembre de 2018, el presidente de la ASN es Bernard Doroszczuk.

### Incidentes

#### Fukushima
Tras conocerse el accidente nuclear de Fukushima I, el presidente de la ASN declaró que estimaba que el accidente debería ser calificados con un 5 o incluso un 6 en la Escala Internacional de Eventos Nucleares, cuando la Agencia de Energía Atómica de Japón los había catalogado un día antes como un evento de nivel 4. Más tarde dijeron que creían que la situación había superado la de un evento de nivel 5 y se había trasladado a un nivel 6. Su opinión fue compartida por las autoridades nucleares finlandesas.

#### Flamanville
Durante 2015 y 2016 se hicieron públicos importantes problemas de seguridad nuclear en la central nuclear de Flamanville, en relación con unos 400 forjados de acero fabricados por la compañía Le Creusot Forge para Areva desde 1965 que tenían irregularidades de contenido de carbono, lo que debilitaba el acero. Se inició un amplio programa de comprobaciones de reactores que llevó a que 20 de los 58 reactores de Francia estuvieran fuera de servicio en octubre de 2016. Esta preocupación por la calidad del acero podía llevar a que el regulador interrumpiera las prórrogas de vida útil de los reactores de 40 a 50 años, ampliaciones que habían sido asumidas por los planificadores de energía para muchos reactores. Le Creusot Forge había ocultado información a la autoridad nuclear, información que había sido destapada a ASN tras la nueva gestión de Areva. En enero de 2017, ASN caracterizó la situación como preocupante.  En abril de 2017, ASN publicó los requisitos para que la forja se reanude en Le Creusot Forge, que estuvo fuera de operación desde diciembre de 2015.En 2018, ASN introdujo un monitoreo más estricto de la producción de componentes en respuesta a los problemas encontrados en Le Creusot Forge. 